# CT Special Forces
CT Special Forces est un jeu vidéo de type run and gun développé par LSP Games, sorti sur Game Boy Advance et PlayStation à partir de 2002. Son gameplay et son univers visuel s'inspirent de la série Metal Slug et d'autres jeux dans le même genre.
Le jeu met en scène trois personnages jouables, Stealth Owl et Raptor, membre l'organisation CT Special Forces qui lutte contre une organisation terroriste internationale. Le jeu propose quatre missions à travers le monde (Russie, Somalie, Amérique du Sud, Europe). Le jeu intercale dans son gameplay principal des phases de jeux annexes comme du saut en parachute et des séquences de sniper.
Le jeu est développé en trois mois par une équipe de douze personnes, le son ayant été sous-traité par la société Shin'en Multimedia.
À sa sortie, il reçoit des notes correctes de la presse spécialisée, en étant notamment loué pour ses graphismes. Il se vend à plus de 30 000 exemplaires et est le premier titre d'une franchise qui connait trois suites : Back to Hell, Bioterror et Fire for Effect.

## Trame narrative
Le joueur incarne un membre de l'unité fictive CT Special Forces, un commando d'élite d'intervention spécial de lutte contre une organisation terroriste internationale connue sous le nom de Réseau. « CT » est l'acronyme de « Counter-Terrorists ».
Au fil des missions, le joueur contrôle alternativement trois personnages. Le premier, Stealth Owl, est un jeune soldat d'un groupe secret basé en Alaska, formé et recruté par CT Special Forces après le démantèlement de son unité (arme spéciale : fusil à pompe). Raptor, quant à lui, est choisi par CT Special Forces pour ses nombreux faits d'armes à travers le monde dans les années 1990, et ses aptitudes sont telles que certains considèrent qu'il a stoppé seul des guerres (arme de prédilection : lance-grenades). Le joueur incarne également un pilote d'hélicoptère Aquila One.
Le joueur reçoit des briefings de mission par le Général, commandant de l'unité, dans un mode de visualisation rappelant ceux de la série Metal Gear[réf. souhaitée]. Celles-ci l’emmèneront sur trois continents.

## Système de jeu

### Principes de jouabilité

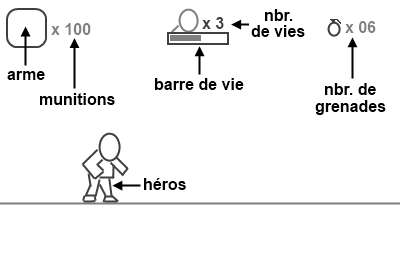
Croquis représentant l'interface du jeu CT Special Forces.

Ce run and gun s'inscrit dans la tradition des jeux de la série Metal Slug, et de la série Contra. Christian Votava, chef de projet chez LSP, cite également d'autres références parmi les inspirations du jeu : Green Beret, Prohibition et 1943: The Battle of Midway.
Le joueur visualise l'action de profil dans un monde à défilement horizontal. Sur la première version développée, celle sur Game Boy Advance, il contrôle le personnage principal à l'aide de la croix directionnelle (déplacement latéral, viser vers le haut, accroupissement), et grâce aux boutons saute, tire, change d'arme et peut envoyer des grenades[réf. souhaitée]. Il affronte des hordes d'ennemis à l'armement varié et doit se défaire des mines, des barils explosifs et des ennemis camouflés. Il peut également libérer des otages ligotés et menotter les ennemis désarmés.
Occasionnellement, le jeu propose des phases de shoot 'em up à défilement vertical en véhicule, des phases de sauts en parachute (basé sur le maintien d'un curseur au centre de jauges) et des phases de sniper en vue subjective. Le jeu propose un mode deux joueurs dans lequel le but est d'être plus rapide à terminer les niveaux que son adversaire.

### Métriques
Le joueur dispose de huit armes différentes dans le mode run and gun : pistolet (munitions infinies), fusil d'assaut, lance-flammes, lance-roquettes, couteau de combat (corps à corps), fusil à pompe, lance-grenades et grenades. Certaines armes bénéficient d'une visée laser[réf. souhaitée].
Le jeu comporte quatre missions (mondes) composées de trois parties (niveaux). Les montagnes enneigées situées en Russie, mettent en scène Stealth Owl, qui doit détruire une arme redoutable. Le boss de fin est un bulldozer. Le désert aride en Somalie met en scène Raptor qui doit reprendre le contrôle d'une base de CT Special Forces. Le boss de fin est un leader terroriste enturbanné, armé de mitrailleuses et réfugié dans une tour de garde. La jungle hostile en Amérique du Sud met en scène Raptor, qui a pour mission de démanteler un camp d'entrainement secret. Le boss de fin est une jeep lourdement armée. La ville interdite localisée en Europe, place Stealth Owl dans une mission dans laquelle il doit débusquer les leaders du Réseau réfugié dans une ville en ruines, défendue par une véritable armée. Le joueur affronte le boss de fin sur une piste d'hélicoptère, stéréotype du chef mafieux armé de deux mitrailleuses.
Le jeu est construit à partir d'environ 400 animations différentes.

## Développement
CT Special Forces est développé par le studio français LSP Games, jusque-là spécialisé dans l'édition de jeux à licence sur Game Boy Color et qui vient de sortir un premier jeu sur Game Boy Advance, Inspector Gadget: Advance Mission de Magic Pockets,. CT Special Forces est un projet développé et édité par LSP (en Europe), la version américaine est quant à elle éditée par Hip Games.
La production du jeu s'étale sur un peu plus de trois mois. L'équipe de production compte six personnes (Gérald Bonnet, Alexandra Raymond, Christian Votava, Rui Teixeira, Lionel Caillaud et Stéphane Zettwoog), l'équipe marketing cinq (Albéric Guigou, Jérôme Sicart, Karine Goethals, Marianne Pujol et Cédric Le Foll) et une personne s'occupe des aspects éditoriaux (Olivier Goulon). La musique et les effets sonores sont sous-traités au studio allemand Shin'en Multimedia.
Une version finale du jeu est présentée à l'Electronic Entertainment Expo 2002.
Le portage sur PlayStation sort plus tard en Europe. L'édition nord-américaine de cette version a quant à elle été annulée[réf. nécessaire].

## Accueil

### Critiques
CT Special Forces reçoit globalement des critiques honorables de la presse. Les sites web agrégateurs de critiques Metacritic et GameRankings totalisent respectivement 71 % avec 14 tests et 69,15 % avec 20 tests. Selon Frank Provo, journaliste au site web GameSpot, le jeu parvient à se démarquer de la série Metal Slug et trouve sa propre identité. Le journaliste Frédéric Luu du site web Gamekult qualifie CT Special Forces de « bon jeu d'action comme on savait si bien les faire à la grande époque des Mega Drive, Super Nintendo et autres Amiga 500 ».
Frédéric Luu définit le gameplay de varié, notamment les phases de jeu ou les différents modes de jeu proposés. Le journaliste Vincent Oms de Jeux vidéo Magazine apprécie l'aspect « exutoire » du titre et les boss. Le journaliste Niiico du magazine Consoles + estime la difficulté de jeu très élevée et juge certains « passages trop ardus ». Les reproches les plus souvent pointés sont la durée de vie limitée,,, la réalisation des phases de shoot' em up et le système de sauvegarde par mot de passe,.
Jihem, le journaliste de Jeuxvideo.com, regrette une certaine répétitivité des graphismes « à l'intérieur d'une même zone », mais loue cependant des graphismes « toutefois très lisibles », offrant une « visibilité de l'action ». Luu remarque la fluidité des animations, ce que confirme Niiico qui apprécie les graphismes, et Frank Provo juge que la qualité des décors est un des atouts du jeu,. Vincent Oms regrette que l'ambiance du jeu hésite entre fun et sérieux.
La bande-son est considérée comme de bonne facture, même si le site web IGN regrette qu'elle rappelle « les musiques de fond des démos techniques européennes sur Amiga et PC dans les années 1990 ». D'après Provo, la bande son est vaguement similaire à celle de Metal Slug, mais s'en démarque grâce à des effets de voix variés.
IGN déplore également que le jeu soit commercialisé aux États-Unis un an et demi après sa sortie en Europe, ce qui rend le jeu un peu daté sur certains points.

### Ventes et suites
Le site VG Chartz estime les ventes totales du titre sur Game Boy Advance à 30 000 exemplaires (10 000 en Europe et 20 000 en Amérique du Nord où le jeu est sorti deux ans plus tard, en 2004). Le prix de vente de CT Special Forces à sa sortie est de 49 €.
Le jeu connait une première suite un an après sa sortie, en 2003, toujours développée par LSP Games : CT Special Forces: Back to Hell. À la suite du rachat de LSP Games par Hip Interactive en 2004, un nouveau volet intitulé CT Special Forces 3: Bioterror est développé par LSP Games et édité par Hip Games dans le monde. Ces deux suites sont sorties sur Game Boy Advance et PlayStation. Elles reprennent les bases du gameplay du premier opus. En 2005, Hip Interactive produit CT Special Forces: Fire for Effect, un jeu de tir à la troisième personne développé par Asobo Studio pour la PlayStation 2, la Xbox et le PC.